# Francisco Luis Héctor de Carondelet
Francisco Luis Héctor de Carondelet (Noyelles-sur-Selle, Francia, 29 de julio de 1748-Quito, Virreinato de Nueva Granada, España,  
10 de agosto de 1807), V barón de Carondelet, vizconde de Langle, vizconde de la Herstre, señor de Hayne-Saint-Pierre y caballero de la Orden de Malta,  fue un noble, militar y gobernador colonial al servicio de España. Fue intendente de San Salvador desde 1789 a 1791, gobernador de Luisiana y la Florida Occidental de 1791 a 1797, y presidente de Quito desde 1797 hasta su muerte en 1806.

## Biografía
Nació en la villa de Noyelles-sur-Selle, en el territorio flamenco que anteriormente había pasado a control francés tras la Guerra Franco-Holandesa. Antes de eso, durante el dominio español de los Países Bajos, los Carondelet habían servido a la monarquía hispánica como militares. Francisco Luis Héctor nació en 1748 y era hijo de Juan Nicolás Chislain, IV barón de Carondelet y de Noyelles, y María Angelina Bernarda de Bosoist, vizcondesa de Langle.
En virtud de los Pactos de Familia, que posibilitaron la incorporación al ejército español de muchos franceses, con quince años ingresó como cadete en la guardia valona. En 1775 participó en la expedición de Argel. En 1783 fue Jefe de la IV División en la Batalla de Pensacola. En 1787 regresó a España y fue nombrado Caballero de la Orden Malta.

### Matrimonio y descendencia
En 1777 contrajo matrimonio con María Concepción Castaños Aragorri Uriarte y Olavide, nacida el 8 de agosto de 1759 en La Coruña y fallecida el 13 de septiembre de 1831, que era hermana del I duque de Bailén. Tuvieron dos hijos:
- Luis Ángel de Carondelet y Castaños (1787-1869), II duque de Bailén y VI barón de Carondelet. Casado en 1813 con María Gertrudis Donado García. Con descendencia.
- María Felipa Cayetana de Carondelet y Castaños. Casada en 1810 con el quiteño Juan José Matheu y Arias Dávila, VIII marqués de Maenza y XII conde Puñonrostro con Grandeza de España.[3] Con descendencia.

## Vida política

### Intendente de San Salvador
El 11 de junio de 1789, por una recomendación que le hizo su comandante durante el sitio de Pensacola, Bernardo de Gálvez, fue nombrado intendente de San Salvador. En dicho nombramiento constaba que había sido designado para un período de 5 años, con un sueldo de 4000 pesos anuales, y que se le daba dos meses para partir hacia ese territorio.
Se embarcaría hacia América, en compañía de su esposa y dos hijas; y el 5 de octubre de 1789, el fiscal real de Guatemala, luego de haber concluido todo los trámites legales, dictaminó que podía tomar posesión de su puesto como intendente.
Durante su mandato, persiguió el contrabando en las costas, combatió la piratería (armando los puertos y lugares estratégicos), y trató de reorganizar las milicias. Además, liberó a la agricultura de trabas judiciales, introdujo al gusano de seda, solicitó que se levantará el estanco de tabacos, y reorganizó la Junta de cosecheros de añil en forma de banco hipotecario (que dispuso bajo la administración de una junta directiva). Estableció la junta de vacuna, y dispuso principios de población; buscó proteger a los consumidores, regulando los pesos y medidas usados por los vendedores; trató de regular las venta de tierras de realengas; y también estableció escuelas primarias y de artesanías.
En la capital de la intendencia, a fines de 1789, concluiría el segundo piso del cabildo. Asimismo, impondía impuestos a los ladinos de esa ciudad para construir caminos y cárceles; restauraría la iglesia El Calvario, que había sido dañada por los sismos ocurridos en noviembre de 1787; y levantaría la capilla de la Inmaculada Concepción en la parroquia central, cediendo para el culto un terno de hilo de oro (valuado en 2 mil pesos).
En 1791 erigiría el pueblo de Dulce Nombre de María, y poblaría con españoles el partido o distrito de Chalatenango; así como se encargaría de construir el cabildo y el templo parroquial de esa nueva población; e introduciría en ese partido el laboreo de añil, y el cultivo de algodón. Ejercería el puesto de intendente hasta principios de 1792.

### Gobernador de Luisiana y de la Florida Occidental
Fue nombrado gobernador de las colonias españolas de Luisiana y la Florida Occidental el 4 de marzo de 1791; y ejercería ese puesto de 1792 a 1797. El canal Carondelet en Nueva Orleans se construyó bajo sus órdenes y fue nombrado tras su muerte con su apellido para homenajearlo. 
- Plano topographico que Manifiesta la Situación de la Ciudad de la Nueva Orleans y sus contornos. Francisco Luis Héctor de Carondelet 1792
- Plano de las Fortificaciones que se estan construyendo en la Nueva Orleans capital de la Provincia de la Luisiana à las que unicamente faltan el glacis de las cortinas y sus baterias. Francisco Luis Héctor de Carondelet 1792
- Reducto de Borgoña de la Ciudad de la Nueva Orleans. Francisco Luis Héctor de Carondelet 1792

En 1794, solicitó a la Corona la reedificación un antiguo fuerte francés en Muscle Shoals, en la ribera del río Tenesí.
Carondelet intentó atraerse a las comunidades de colonos de origen británico que se establecieron en la banda occidental del río Misisipi, en particular las de la zona del Kentucky, con el fin de evitar su inclusión en los Estados Unidos. Su propósito era frustrar la política de los Estados Unidos negándole el acceso al río Misisipi, una tendencia que siguieron otros funcionarios coloniales españoles al temer por la seguridad de la Luisiana Española y toda la Nueva España. Tal estrategia política prácticamente llegó a su fin con la ratificación en 1795 del Tratado de Pinckney, también conocido como Tratado de San Lorenzo de 1795.

### Presidente de Quito
Desde 1799 se desempeñó como presidente de la Presidencia y Real Audiencia de Quito, cargo que ejerció hasta su muerte en 1807. En Quito, promovió  varias obras urbanas, como la reedificación del viejo palacio Real, sede de los presidentes de la Audiencia, que encargó al arquitecto español Antonio García en 1801. El nuevo edificio es conocido actualmente como Palacio de Carondelet en su honor y actualmente es el palacio presidencial ecuatoriano. Dispuso también la remodelación del acceso principal de la Catedral Metropolitana de Quito, levantando un atrio en forma de templete neoclásico rematado con una cúpula.
El sábado 4 de febrero de 1797, la ciudad de Riobamba, ubicada a 200 kilómetros al sur de Quito, fue destruida por un terremoto. Carondelet emprendió durante su gobierno la reconstrucción de la ciudad, ubicándola en su actual emplazamiento en la llanura del Tapi, al sur del volcán Chimborazo. Durante la etapa de Carondelet se fue fraguando lo que posteriormente sería la Revolución del 10 de agosto de 1809, que dio como resultado el primer gobierno autónomo en la América española. Tras su muerte, sucedida en la ciudad de Quito durante el mes de agosto de 1807, fue sepultado en la bóveda de canónigos de la Catedral Metropolitana de esa ciudad. Sería sucedido en la Real Audiencia por Manuel de Urriés, conde de Ruiz de Castilla.